# 19. конгрес Комунистичке партије Совјетског Савеза
Деветнаести конгрес Комунистичке партије Совјетског Савеза одржан је од 5. до 14. октобра 1952. године. Био је то први партијски конгрес после Другог светског рата и последњи под вођством Јосифа Стаљина . Њему су присуствовали многи званичници из страних комунистичких партија, укључујући Љуа Шаоћија из Кине. На овом Конгресу Стаљин је одржао последњи јавни говор у свом животу. На конгресу је изабран 19. Централни комитет.

## Промене
- Свесавезна комунистичка партија (бољшевичка) преименована је у Комунистичку партију Совјетског Савеза.
- Стаљинов захтев да буде разрешен дужности у партијском секретаријату због година одбио је пленум Централног комитета који је одржан непосредно после конгреса, пошто чланови нису били сигурни у Стаљинове намере.[2][3]
- Политбиро Централног комитета постао је Президијум ЦК и знатно је проширен на 15 чланова. Секретаријат и Централни комитет су удвостручени (на десет, односно 133 члана). Оргбиро је укинут, а његове дужности су пренете на Секретаријат.
- Пуноправни чланови (гласањем) изабрани у 19. Председништво :
Василиј Андријанов; Аверки Аристов; Лаврентиј Берија; Николај Булгањин ; Климент Ворошилов; Семион Игнатиев; Лазар Кагановицх; Демиан Короченко; Василиј Кузњецов; Ото Кусинен; Георгиј Маљенков; Вјечеслав Малишев; Леонид Г. Мелников; Анастас Микоиан; Николај Михајлов; Вјачеслав Молотов; Михаил Первухин; Пантелејмон Пономаренко; Максим Сабуров; Јосиф Стаљин ; Михаил Суслов; Никита Хрушчов; Дмитри Чесноков; Николај Шверник; Матвеи Скириатов
- Чланови кандидати (без гласања) изабрани у Председништво:
Леонид Брежњев; Андреи Висхински; Арсени Зверев; Николај Игнатов; Иван Кабанов; Алексеј Косигин; Николај Патоличев; Николај Пегов; Александар Пузанов; Иван Тевосиан; Павел Јудин

У незванични „уже круг“ Стаљинових најближих сарадника били су Лаврентиј Берија, Николај Булгањин, Климент Ворошилов, Лазар Каганович, Георгиј Маленков, Михаил Первухин, Максим Сабуров и Никита Хрушчов.